# Eutetrapha ocelota
Eutetrapha ocelota är en skalbaggsart som först beskrevs av Bates 1873.  Eutetrapha ocelota ingår i släktet Eutetrapha och familjen långhorningar. Inga underarter finns listade i Catalogue of Life.